# Koldo Martínez Urionabarrenetxea
Koldo Martínez Urionabarrenetxea (Escoriaza, 25 de febrero de 1953) es un expolítico español y en su último cargo fue concejal del Ayuntamiento de Pamplona desde el 17 de junio de 2023 hasta el 4 de octubre de 2024 por Geroa Bai.

## Actividad profesional como médico
Licenciado en Medicina por la Universidad de Navarra en 1976, doctorado por la misma Universidad con la tesis  "Mediadores moleculares y síndrome de disfunción multiorgánica en el paciente séptico" y Especialista en Medicina Intensiva, desde 1979 ha desarrollado su labor como médico intensivista en la Unidad de Cuidados Intensivos del Hospital de Navarra. 
Posee un máster en Sexualidad Humana y un máster en Bioética por la Universidad Complutense de Madrid. Fue, además, el primer médico español en obtener el Máster Europeo en Bioética expedido conjuntamente por las universidades de Lovaina, Complutense, Nimega y Padua.
Ha sido Presidente de la Asociación de Bioética Fundamental y Clínica desde 2009 hasta 2015. Reelegido en 2013, abandonó el cargo por considerarlo incompatible con su vida política.

## Actividad cultural y a favor del euskera
Martínez ha compaginado su labor profesional con el activismo cultural y euskaltzale. Ha sido presidente de Euskara Kultur Elkargoa y es miembro de Euskararen Aholku Batzordea y patrono del Instituto Etxepare.
Gran aficionado al cine, aparece en el reparto de la película Loreak, rodada íntegramente en euskera y seleccionada como precandidata a los Premios Óscar en la categoría de 'Mejor película extranjera'.

## Actividad política
Aunque sus inquietudes políticas se hicieron visibles en 1991, cuando fue candidato a la alcaldía de Pamplona por Euskadiko Ezkerra, no fue hasta la década del 2000 cuando se lanza definitivamente a esta labor. 
Martínez, que se ha definido políticamente como “nacionalista, republicano y ciudadano del mundo”, fue cabeza de lista al Senado por la coalición Nafarroa Bai en las elecciones generales de 2008, no resultando elegido.
En enero de 2012 fue elegido presidente de Zabaltzen, asociación perteneciente a la coalición Geroa Bai. Martínez fue tercero en la lista electoral para los comicios forales celebrados en Navarra el 24 de mayo de 2015. Geroa Bai fue la segunda fuerza más votada y Koldo Martínez resultó elegido parlamentario. Fue portavoz parlamentario de Geroa Bai en el Parlamento de Navarra.
El 26 de septiembre de 2015 fue elegido oficialmente como cabeza de lista al Congreso de los Diputados por la coalición Geroa Bai, tomando así el relevo de la propia Uxue Barkos, que había sido diputada en la anterior legislatura. No obtuvo el escaño en las elecciones del 20 de diciembre de 2015 y Geroa Bai quedó sin representación en el Congreso en la XI legislatura.
El 17 de junio de 2015 tomó posesión de su escaño en el Parlamento de Navarra y ejerció como portavoz de Geroa Bai hasta el fin de la IX legislatura. El 26 de septiembre de 2019 fue designado senador por el Parlamento de Navarra.
En 2020 formó parte del grupo fundador de Geroa Socialverdes, inscrito en el registro de partidos políticos el 22 de septiembre de 2020 con el nombre de Geroa Socialverdes de Navarra en Europa-Geroa Nafarroako Sozialberdeak Europan (GSB-GSV). Su secretaria general es Uxue Barkos.
En el Senado fue portavoz del grupo Izquierda Confederal, en el que se integra Geroa Bai, además de Compromís, Más Madrid, Més per Mallorca y Agrupación Socialista Gomera, en las comisiones de Interior, Asuntos Económicos y Transformación digital, Entidades locales, Justicia, Igualdad, , Transporte, Movilidad y Agenda Urbana.  Además es vocal en la Comisión Mixta para la Coordinación y Seguimiento de la Estrategia Española para alcanzar los Objetivos de Desarrollo Sostenible (ODS). y la Comisión Mixta de Seguridad Nacional. Y titular en la Unión Interparlamentaria.  En sus intervenciones se ha destacado por hacer continuos llamamientos a la colaboración entre las fuerzas políticas y evitar el "reñidero" para salir de la crisis generada por la Covid-19.

## Vida privada
El 23 de marzo de 2024 anunció que padecía cáncer de próstata.
El 4 de octubre de 2024 anunció que dejaba su acta como concejal del Ayuntamiento de Pamplona-Iruña y dejaba la política activa